# Universidad Católica de Salta
La Universidad Católica de Salta (UCASAL) es una universidad privada argentina, confesional católica, con autonomía que otorga la legislación vigente en el sistema universitario argentino.
Con más de 50 años de vida, la Universidad Católica de Salta continua sosteniendo como eje el espíritu que le dio origen y que se encuentra plasmado en las palabras del Papa Juan Pablo II al describir a la universidad como una institución cuya misión fundamental es “la constante búsqueda de la verdad mediante la investigación, la conservación y la comunicación del saber para el bien de la sociedad”.
Ubicada en la Provincia de Salta, al norte de la República Argentina, en una zona privilegiada desde el punto de vista geopolítico y estratégico, limita con cinco provincias argentinas y con países que juegan un importante rol en la economía regional como Bolivia, Paraguay y Chile. Esta ubicación estratégica impone en forma constante nuevos desafíos que amplían los vínculos hacia el MERCOSUR, América Latina y el mundo.[cita requerida]
El espíritu federal y de integración se ve plasmado en la presencia de la Universidad en toda la Argentina, a través de su Sistema de Educación a Distancia que permite a los jóvenes de los lugares más alejados del país concretar sus estudios universitarios.[cita requerida]
La UCASAL se inserta en el sistema universitario con una variada propuesta académica de 80 carreras universitarias que otorgan titulaciones de pregrado, grado y postgrado.

## Institucional

### Historia
La abolición del monopolio estatal sobre la educación universitaria era una aspiración histórica principalmente de la Iglesia católica, institución que había fundado las primeras universidades del país, luego expropiadas. Un antecedente claro en este respecto es José Manuel Estrada.
Hacia mediados del siglo XX, por decisión del ministro de Educación demócrata cristiano Atilio Dell'Oro Maini, la legislación sobre posibilidad de enseñanza privada se materializó gracias al el 22 de diciembre de 1955 en el decreto-ley 6403, que permitió la creación de universidades privadas con capacidad para entregar títulos y diplomas académicos consagrando la autonomía universitaria. Gracias a estas gestiones, el 8 de junio de 1956 fue creada la Universidad Católica de Córdoba entre otras instituciones educativas superiores privadas.
Pero durante el gobierno del Presidente Arturo Frondizi, en el año 1958, hubo un movimiento laicista creado a partir de la sanción de dos grandes leyes sancionadas durante ese gobierno: la aprobación del Estatuto del Docente y la que habilitó a las universidades privadas a emitir títulos profesionales. Fue sin dudas esta última la que motivó una gran protesta estudiantil conocida como "Laica o libre". Finalmente, el sector de radicales frondicistas, demócratacristianos, nacionalistas católicos y aliados liderado por el presidente Frondizi logró la aprobación de esta reforma, que llevó a que se otorgara personería jurídica a nuevas universidades.
Cuando en 1958 se sancionó la ley 14557, que posibilitaba la creación y funcionamiento de Universidades privadas, el doctor Robustiano Patrón Costas, cristalizó la iniciativa del entonces primer arzobispo de Salta, Monseñor Roberto José Tavella, y con el entusiasmo propio del desaparecido prelado, quedó concretada la idea de fundar la Universidad Católica de Salta.
Por su parte, el Dr. Patrón Costas destinó los beneficios de exención impositiva provincial emergente de la ley 3643/61 para financiar en parte este ambicioso proyecto, disponiendo la donación de 100 millones de pesos, en veinte cuotas anuales, a contar desde 1961. Por otro lado Monseñor Tavella se abocaba a la tarea de obtener la aprobación de la Santa Sede y demás requisitos legales para su funcionamiento.
Los primeros contactos con la Compañía de Jesús conducentes a dar forma a la idea de una Universidad privada se realizaron con el P. Jean Sonet S.J. en oportunidad de su visita a Salta; después de lo cual arribó a esta ciudad, el R.P. Cándido Gaviña, S.J. provincial de la Compañía de Jesús en la Argentina, quien llegó expresamente para conferenciar con el señor Arzobispo y con el Administrador del Ingenio Tabacal Ing. Eduardo Patrón Costas, en cuya oportunidad se sentaron las bases para la fundación de la Universidad y su conducción a cargo de los padres jesuitas.

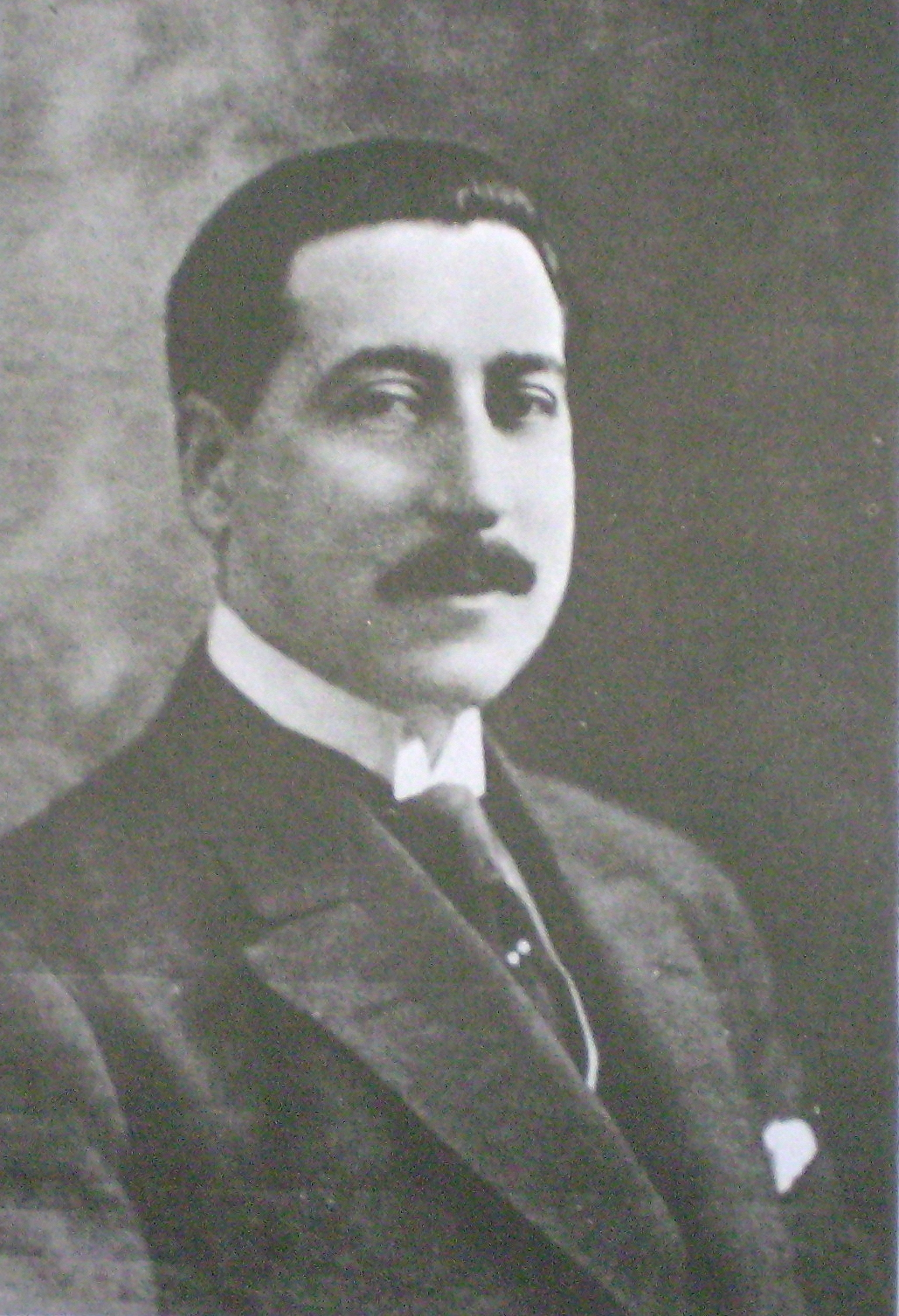
Robustiano Patrón Costas fundador de la Universidad Católica de Salta

Las gestiones ante la Santa Sede lograron su aprobación el 27 de octubre de 1962, autorización del R.P. Juan B. Janssens, superior general de la Compañía de Jesús, para que los padres jesuitas, como el padre Juan Schak, José Lally y otros de la universidad católica de Wisconsin (EE. UU.) dieran su apoyo a la provincia jesuítica de Argentina para la concreción de la iniciativa en marcha. A tales efectos nuevamente el padre Gabiña, Burns y otros padres viajaron a Salta para realizar un último estudio ambiental, previo a los trámites finales.El 20 de febrero de 1963 viajaron a la ciudad de Salta, el presidente de la nación, José María Guido, el interventor Federal de Salta, Félix Remy Solá, y su ministro de Gobierno, Holver Martínez Borelli, se solicitaron en una audiencia especial, la creación de la Universidad católica de Salta.
Desde 22 de febrero a los primeros días de marzo de 1963, monseñor Tavella viajó a Roma para agilizar los trámites a favor de la Universidad Católica. El 9 de marzo convocó a una conferencia de presa para anunciar la apertura de la universidad.
El Señor Arzobispo decretó el 19 de marzo de 1963 la creación de la Universidad Católica de Salta, en la conferencia concluyó con este mensaje: “Está, pues en manos de los salteños apoyar esta obra en todos sus alcances porque sus beneficios refluirán sobre Salta entera que volverá, como en épocas gloriosas, a ser la capital intelectual del norte”. Culminando su carrera pastoral, pues al poco tiempo y tras una presurosa dolencia, murió el 21 de mayo de ese mismo año a los 70 años.
El nuevo Arzobispo Monseñor Carlos Mariano Pérez Eslava, continuó lo iniciado por su predecesor. El Ingenio Tabacal a través de su administrador, elevó los donativos a la suma de ciento cincuenta millones de pesos. Así se constituyó el Centro Cultural del Noroeste Argentino, con personería jurídica y facultades para fundar la proyectada Universidad; el Gobierno de la provincia de Salta, por decreto 4290/64 otorgó la personería jurídica a la U.C.S: a la vez que un año más tarde, el Ministerio de Educación y Justicia de la Nación, facultó a esta Alta Casa de Estudios a usar el nombre de Universidad y, por consiguiente, a otorgar títulos profesionales legalmente válidos.
El 15 de octubre de 1965 fue colocada la piedra fundamental de los edificios que han de integrar la ciudad Universitaria, bajo la advocación de Santa Teresa de Ávila, designada patrona de esta Universidad. A este solemne acto asistieron autoridades civiles, militares y eclesiásticas y educacionales, más un nutrido público que avaló con su presencia el apoyo que el pueblo de Salta dio a esta iniciativa.
La Universidad se edificó sobre un predio de 42 hectáreas donado por el señor Jaime Duran y su señora esposa, terrenos que integran la finca de Castañares, la cual fuera conocida doscientos años atrás por hacienda de Castañares. La Compañía de Jesús estableciendo como condición la existencia de una biblioteca de -al menos- quince mil volúmenes Los libros fueron donados por el Dr. Juan Carlos García Santillán. El Arquitecto Héctor Ezcurra diseñó los planos de los edificios, donando sus honorarios a manera de contribución. La Srta. Carmen Patrón Costas donó una casa solariega, cuyo importe de venta debía ser destinado a la construcción de la Capilla y el Ing. Jorge Luis Matasi parquizó el campus, donando las plantas necesarias.
La Universidad Católica de Salta fue creada por un Decreto Arzobispal de monseñor Tavella el 19 de marzo de 1963, su organización y dirección académica fue puesta en manos de la Compañía de Jesús. El capital para su formación fue aportado por el multimillonario terrateniente Robustiano Patrón Costas.
Contó inicialmente con una biblioteca de alrededor de quince mil volúmenes, donación de Juan Carlos García Santillán, y un campus de cincuenta hectáreas donadas por Jaime Durán. El diseño y dirección de la obra estuvo a cargo del arquitecto Héctor Ezcurra y el ingeniero Jorge Luis Matasi, quién donó las plantas necesarias para su parquización.

### La identidad institucional
La Universidad Católica de Salta es una Institución Privada, creada por Decreto Arzobispal de fecha 19 de marzo de 1963, conforme a la ley de la Nación 14.557 del 30 de septiembre de 1958, con personería jurídica del Ministerio de Gobierno, justicia e Instrucción Pública de la Provincia de Salta de acuerdo a la Resolución 1361 de fecha 2 de septiembre de 1965,  del Ministerio de Justicia y Educación de la Nación, registrada finalmente en la Dirección Nacional de Reglamentaciones de Altos Estudios, con autorización definitiva mediante Decreto del poder Ejecutivo Nacional 491/82, y con supresión de la prueba final de capacitación por Resolución del Ministerio de Cultura y Educación de la Nación 193/88.
Tiene su sede principal y su domicilio legal en la Ciudad de Salta sin perjuicio de la instalación, cuando lo estimare conveniente, de cualquier dependencia o instituto en otros lugares del territorio de la Nación. Constituye un centro de Altos Estudios y no tiene ningún fin lucrativo.
Se sitúa en la corriente cultural, occidental y cristiana, en cuyos valores se enraíza la tradición de la Nacionalidad Argentina. Su concepción de Dios, el hombre y el Universo, refleja el mensaje Cristiano, tal como lo enseña la Iglesia Católica Apostólica Romana.
La Universidad Católica de Salta se rige por las leyes nacionales y provinciales que le sean aplicables, por el código de Derecho Canónico, por la constitución apostólica Ex Corde Ecclesiae, y por su Estatuto. El instrumento eclesiástico fue publicado el 23 de marzo de 1963 que constaba de 6 artículos: Por el primero se crea la universidad “dentro de los principios de la Iglesia que rigen las universidades y de las leyes del país”; el segundo da nombre a la entidad: “Universidad Católica de Salta, Fundación Patrón Costas”; el tercero se refiere a la jurisdicción de la universidad; por el cuarto, se confía a perpetuidad la dirección de la institución “a la Compañía de Jesús de acuerdo a contrato”; y finalmente por el quinto se designa Patrona del establecimiento a la Doctora de la Iglesia, Santa Teresa de Jesús. El sexto es de forma.
Según el decreto general de Universidades e Institutos Católicos de Estudios Superiores, la Universidad Católica de Salta en cuanto a Universidad, es una comunidad académica, que, de modo riguroso y crítico, contribuye a la tutela y desarrollo de la dignidad humana y de la herencia cultural, mediante la investigación, la enseñanza y los diversos servicios ofrecidos a las comunidades locales, nacionales e internacionales. Ella goza de aquella autonomía institucional que es necesaria para cumplir sus funciones eficazmente y garantiza a sus miembros la libertad académica, salvaguardando los derechos de la persona y de la comunidad dentro de las exigencias de la verdad y del bien común.

### Objetivos de la Universidad Católica
- Proporcionar formación humanista, democrática, cristiana, técnica, científica, y profesional, en el más alto nivel.
- Garantizar de forma Institucional una presencia cristiana en el mundo universitario frente a los grandes problemas de la sociedad y de la cultura (dimensión humanística y socio- histórica).
- Desarrollar las actitudes y valores que requiere la formación de personas responsables, con conciencia ética y solidaria, reflexiva, crítica, capaz de mejorar la calidad de vida.
- Contribuir a la tutela y desarrollo de la dignidad humana y de la herencia cultural, mediante la investigación, la enseñanza y los diversos servicios ofrecidos a las comunidades locales, nacionales e internacionales.[21]
- Promover el progreso comunitario por todos los medios adecuados,  estudiando en particular los problemas nacionales y regionales y prestando asistencia científica y técnica al estado y a la comunidad, bajo el signo y la unidad integradora de la Sabiduría Cristiana.[22]
- Articular entre las distintas instituciones que conforman el Sistema de Educación Superior.
- Vincular internacionalmente a UCASAL a fin de concretar acuerdos y convenios con otros centros Universitarios del mundo.
- Incrementar y diversificar las oportunidades con miras a una educación permanente.
- Ofrecer las oportunidades de una educación permanente para todos, a través de la planificación de proyectos educativos abiertos y a distancia, que satisfagan toda demanda de formación, capacitación, actualización y perfeccionamiento, exigida por las dinámicas transformaciones del medio social.

### Escudo de la Universidad
El emblema de la Universidad Católica de Salta es un escudo calzado, como se dice en Heráldica, dividido en particiones triangulares.
1. En la parte superior, una banda en sable (negro), que significa disciplina y honestidad, tiene el mote o leyenda Nihil Intentatum: "Nada que no se Intente".
2. Como blasones el cuartel central, coloreado de gule (rojo), fortaleza y osadía, evoca junto con la banda negra los colores del poncho gaucho y la tradición salteña.
3. Otros dos cuarteles laterales el azur (azul), significan verdad y belleza.
4. Al centro, JHS o anagrama de Jesús con una paloma plateada que baja desde lo alto portando en su pico un compás de oro como símbolo de sabiduría.
5. A la izquierda, la estrella del sol del escudo de la Provincia de Salta.
6. A la derecha, un castillo de oro, en recuerdo de Ávila, cuna de la patrona de la Universidad, Santa Teresa de Jesús.

### Autoridades de la UCASAL
El gobierno universitario está conformado por un Rector, cinco Vicerrectores (Vicerrectorado Académico, Vicerrectorado Administrativo, Vicerrectorado de Formación, Vicerrectorado de Investigación y Desarrollo y Vicerrectorado General), un Directorio y un Consejo Académico.
La designación del Rector es facultad del Gran Canciller. Desde la partida de los jesuitas en 1973, se han sucedido en el Rectorado:
- 1968-1974 R.P. Lic. George Haas S.J
- 1974-1980 Presbítero Normando Requena
- 1980-1986 Ing. Pedro Ennio Pontussi
- 1986-2006 Dr. Patricio Gustavo Enrique Colombo Murúa
- 2006-2010 Dr. Alfredo Gustavo Puig
- 2011-2015 Pbro. Lic. Jorge Antonio Manzaráz
- 2016-Actual Ing. Rodolfo Gallo Cornejo

## El Campus
El campus cuenta con un predio de 42 ha. que albergan edificios y espacios verdes.
Instalaciones:
- 9 edificios de Facultades y Escuelas
- Laboratorios (informáticos, hidráulica, química, microbiología)
- Hospital escuela para pequeños y grandes animales
- Capilla
- Biblioteca
- Instalaciones deportivas: gimnasio, canchas de fútbol, cancha de básquet, cancha de hockey, cancha de rugby, cancha de vóley-arena, pileta climatizada.
- Comedor universitario
- Estudio de radio y televisión

La Universidad cuenta con un anexo en el centro de la ciudad donde funcionan áreas administrativas y de servicios. El anexo se encuentra ubicado en calle Pellegrini 790, Salta Capital.

## Estadísticas de la UCASAL
La 1.º Universidad de la Provincia de Salta y pionera en Argentina que incorporó educación a distancia.
- Más de 26 000 alumnos inscriptos[24]
  - Más de 10.000 alumnos de Educación presencial promedio por año
  - 14.000 Alumnos de Educación no presencial promedio por año
  - 1.350 Alumnos de Postgrado por año
- 7 Facultades
- 7 Escuelas Universitarias
- Más de 87 Carreras de Pregrado, Grado y Postgrado - Educación Presencial
- 12 Carreras de Pregrado, Grado y Postgrado - Educación no Presencial
- Más de 440 Empleados Administrativos y Apoyo Universitario
- Más de 4.000 cargos docentes
- Más de 20.000 Graduados
- Más de 250 Tesis Promedio por año
- Más de 10% del Presupuesto Anual destinado a Becas
- Más de 45.000 Libros en las Bibliotecas
- Más de 90 Sedes de Educación a Distancia en el País
- Más de 1300 Convenios Nacionales e Internacionales

## Facultades y carreras

### Facultad de Artes y Ciencias
- Especialización en Problemáticas Subjetivas del Contexto Jurídico Forense
- Licenciatura en Comunicaciones Sociales
- Licenciatura en Diseño Gráfico
- Licenciatura en Filosofía
- Licenciatura en Imagen y Sonido
- Licenciatura en Artes Musicales
- Licenciatura en Artes Plásticas
- Licenciatura en inglés
- Licenciatura en Periodismo
- Licenciatura en Psicología
- Licenciatura en Publicidad
- Locutor Nacional
- Operador Técnico de Estudio de Radio
- Operador Técnico de Estudio de Televisión
- Productor y Director para Radio y Televisión
- Profesorado en Filosofía
- Profesorado en Inglés
- Profesorado en Psicología
- Traductor Público en inglés

### Facultad de Economía y Administración
- Administración de Empresas
- Contador Público
- Especialización en Auditoría y Control de Gestión
- Licenciatura en Administración Agropecuaria
- Licenciatura en Economía
- Licenciatura en comercialización
- Licenciatura en comercio internacional
- Licenciatura en Recursos Humanos con Orientación en Desarrollo Organizacional
- Licenciatura en Relaciones Públicas e Institucionales
- Tecnicatura Universitaria en Ceremonial y Protocolo (a distancia)
- Tecnicatura Universitaria en Secretariado Ejecutivo (a distancia)

### Facultad de Ciencias Jurídicas
- Derecho
- Diplomatura Universitaria en Accidentología Vial
- Especialización en Ciencias Penales
- Especialización en Derecho de Daños
- Escribano Público Nacional
- Licenciatura en Criminalística
- Licenciatura en Relaciones Internacionales
- Licenciatura en Seguridad - Ciclo de Complementación Curricular (a distancia)

### Facultad de Ingeniería
- Ingeniería Civil
- Ingeniería en Informática
- Ingeniería en Telecomunicaciones
- Ingeniería Industrial
- Licenciatura en Ciencia de Datos

### Facultad de Arquitectura y Urbanismo
- Arquitectura[25]
- Diseño de Interiores[26]
- Licenciatura en Diseño de Interiores[27]

### Facultad de Ciencias Agrarias y Veterinarias
- Ciencias Veterinarias
- Especialización en Clínica de Pequeños Animales Domésticos
- Licenciatura en Producción Animal
- Tecnicatura en Ciencias Forestales

### Facultad Escuela de Negocios
- Corredor Inmobiliario y Martillero Público
- Especialización en Dirección de Recursos Humanos
- Especialización en Dirección Estratégica de las Organizaciones
- Especialización en Evaluación de Impacto Ambiental
- Especialización en Finanzas de Empresas
- Especialización en Seguridad e Higiene en el Trabajo
- Licenciatura en Higiene y Seguridad en el Trabajo
- Maestría en Administración de Negocios
- Maestría en Gestión Ambiental
- Tecnicatura Superior en Higiene y Seguridad en el Trabajo (a Distancia)
- Tecnicatura Univ. en Gestión de Bancos y Empresas Financieras (a Distancia)
- Tecnicatura Universitaria en Gestión de Calidad

## Sistema de Educación a Distancia - SEAD

### Historia
Las primeras acciones de la Universidad Católica de Salta en referencia a la educación a distancia se inician en el año 1989 con un proyecto para "aplicar metodologías de enseñanza no presenciales", en la Sub-sede Académica Buenos Aires. Esta modalidad educativa en aquel contexto, no solo resultaba novedosa sino que además, no tenía prácticamente antecedentes en Argentina.
Entre 1996 y 1999 por distintas resoluciones del Ministerio de Educación de la Nación se aprueban en forma definitiva y se otorga validez nacional, a los títulos de todas las carreras de grado de la UCASAL, gestionadas con modalidad a distancia.
Desde su origen se consideró a la EaD inscripta en el ideal de una educación permanente, a partir de un modelo flexible que asume el compromiso de guiar y favorecer el aprendizaje autónomo de los alumnos, más allá de las barreras espacio-temporales, y a través de la utilización selectiva de medios didácticos y tecnológicos que aseguren una comunicación bidireccional fluida.
Desde 1989 Universidad Católica de Salta lleva actividad continuada en el ámbito de la educación a distancia, trayecto en el cual ha incorporado no solo el acceso al uso de las nuevas tecnologías, sino también y especialmente ha enriquecido desde lo pedagógico y lo didáctico los procesos de enseñanza y aprendizaje contenidos en las carreras y capacitaciones superiores que ofrece a los alumnos.
En el camino han surgido requerimientos de cambio sustentados en renovadas expectativas y demandas de formación, y como consecuencia de permanentes análisis y profundas reflexiones sobre la experiencia acumulada y las acciones realizadas, ha comenzado una nueva etapa que apunta a mejorar los contenidos y procedimientos académicos y la naturaleza y alcance de los servicios que alumnos y docentes reciben del sistema.
La idea básica es concebir un sistema más integrado que permita responder a las demandas de servicio educativo en las diferentes realidades geográficas en las que se inserta, acentuando el uso de las herramientas didácticas que posibilitan las Nuevas Tecnologías de la Información y comunicación y promoviendo la conformación de verdaderas comunidades universitarias. Concomitantemente y en ese mismo orden de ideas, se promueve el enriquecimiento del acervo de conocimientos disponibles a partir de la incentivación de la investigación aplicada y la proyección cultural al medio en cada uno de los lugares en los que la UCASAL está presente.
Es así entonces que la UCASAL ha definido al sistema de educación a distancia-SEAD como un aspecto esencial de su propia identidad y objeto relevante de su actividad formativa en el ámbito de los estudios superiores, cuestión que por otra parte es entendida como una contribución básica al proceso evolutivo de una Argentina ávida de incorporar mayor calificación y competencias en las ciencias básicas y humanas y como una oportunidad de promover la dimensión religiosa de la persona humana, en un contexto de amplia libertad y compromiso democrático.

### Estudios a Distancia
La Universidad Católica de Salta ofrece su Sistema de Educación a Distancia, con una propuesta de formación integral, aprovechando las ventajas de aprender en todo tiempo y lugar.
La formación técnica, científica y profesional se basa en una profunda identidad humanística y cristiana.
Pioneros en el ámbito nacional, desde el año 1989, Ucasal creció de manera constante sumando experiencia y excelencia educativa. Hoy esta modalidad incluye a más de 24 mil estudiantes en todo el país.
Estructura de sistema de educación a distancia:
- Una comunidad universitaria con asesoramiento, asistencia y orientación
- Encuentros en red con profesores y compañeros.
- Video-clases de las diferentes asignaturas.
- Plataformas de aprendizaje que integran todos los recursos para el alumno.
- Foros para interactuar con docentes y compañeros.
- Material de estudio y bibliografía básica digitalizada.
- Asistencia tutorial permanente a través de internet y en forma presencial.
- Evaluación continua a través de recursos en línea y presenciales.
- Recursos comunicacionales gratuitos para estar siempre conectado.

### Sedes

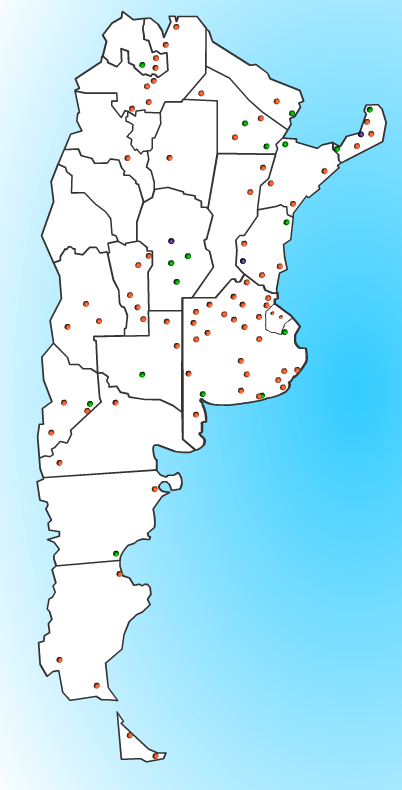
Sedes de UCASAL en Argentina

La UCASAL cuenta con 92 sedes distribuidas en 20 provincias de la República Argentina.

### Carreras a distancia
- Abogacía
- Contador Público
- Licenciatura en Administración de Empresas
- Licenciatura en Relaciones Internacionales
- Licenciatura en Gestión Educativa
- Licenciatura en Comercialización
- Licenciatura en Recursos Humanos
- Licenciatura en Seguridad - Ciclo de Complementación Curricular
- Licenciatura en Educación Física – Ciclo de Complementación Curricular
- Licenciatura en Ciencia de Datos
- Tecnicatura Universitaria en Secretariado Ejecutivo
- Tecnicatura Universitaria en Ceremonial y Protocolo
- Tecnicatura Superior en Higiene y Seguridad en el Trabajo
- Tecnicatura Univ. en Gestión de Bancos y Empresas Financieras

### Certificación normas ISO
Primera Universidad Argentina que certifica la gestión de calidad en el circuito de exámenes finales de su Sistema de Educación a Distancia.
El objetivo: mejorar la atención de sus 14.000 alumnos que reciben educación fuera de Salta y asegurar los procesos académicos de validación del conocimiento adquirido. 
La Universidad se sometió a un proceso de certificación de estándares internacionales.
Luego de dos procesos de auditorías externas ante IRAM, este organismo oficial otorgó en 2014 la certificación de la norma ISO 9001:2008, siendo así la Universidad Católica de Salta, la primera Universidad Argentina en certificar estos procesos para la modalidad a distancia.

## Investigación
Los dos grupos de líneas de investigación que se proponen, de carácter orientativo y no taxativo, tienen como fin último la mejora cualitativa y cuantitativa de la producción académica e investigadora de la UCASAL, con una visión de apertura hacia las necesidades del entorno y aquellas áreas para las cuales existen terceros interesados en su desarrollo y aplicación concreta.
Líneas de investigación enmarcadas en la propia identidad de la Universidad Católica:
- Bioética y Bioderecho
- Estudios de Desarrollo Humano
- Problemática juvenil
- La Familia y la vida

Líneas de investigación disciplinares o interdisciplinares. 
- Desarrollo y mejoramiento del sector productivo
- Tratamiento holístico de la problemática de los riesgos naturales
- Gestión de la calidad
- Materiales avanzados y nanotecnología
- Estudio de enfermedades zoonóticas y no zoonóticas
- Estudios sociológicos cuantitativos y cualitativos
- Generación de indicadores económicos
- Energía y sustentabilidad
- Gestión ambiental
- Gestión de recursos humanos
- Derechos humanos

## Servicios a los alumnos

### Vicerrectorado de Formación
Actividades que lleva a cabo:
- Responsabilidad por el dictado de las asignaturas de formación propias de una Universidad Católica.
- Encuentros formativos, Jornadas de Reflexión, Conferencias, Debates, Cátedras Abiertas y más.
- Que la comunidad profundice la vida en Cristo y la celebre verdaderamente.
- Recepción, seguimiento, evaluación y verificación del compromiso entre la Universidad y el Becario.
- Concientizar, sensibilizar, estudiar, reflexionar y aportar sobre los Derechos Humanos.

#### Becas de la institución
La Universidad apoya, promueve, estimula y promociona el acceso o continuidad de la formación de los alumnos de las carreras de pregrado y grado, en la medida de las posibilidades financieras, cuando por motivos socioeconómicos no puedan afrontar el pago parcial o total de la cuota mensual.
Los beneficios pueden incluir una reducción total o parcial de las cuotas mensuales, y se renuevan anualmente, siempre que cumplan los requisitos, establecidos por el Reglamento de Becas de la UCASAL.

#### Voluntariado
El área de voluntariado de UCASAL se suma a las iniciativas de los organismos oficiales y áreas gubernamentales que pretenden una optimización de esa realidad tan importante en el desarrollo de la sociedad y la gestión de los organismos intermedios. Promueve el servicio y la responsabilidad por el prójimo y próximo más desfavorecido. Proyecta a la universidad a través de sus recursos humanos y técnicos, en acciones que den respuesta a problemas de la comunidad, produciendo además un cambio en cada uno de los voluntarios de manera tal que se sensibilice e involucre con la cuestión social. Realiza trabajos solidarios, integrando conocimientos de manera interdisciplinaria para abordar voluntariamente las distintas problemáticas de los lugares de acción, sensibilizándose y despertando un sentido solidario, de servicio y de responsabilidad por los más desfavorecidos. Asume una presencia más notoria con el ámbito de la responsabilidad social empresaria y la responsabilidad social de la universidad, trabajando más estrechamente unidos a quienes ya lo están haciendo desde otros ámbitos de la Universidad, especialmente con Extensión.

#### Accesibilidad
Área de Accesibilidad: encargada de mantener y mejorar la calidad de vida de personas con discapacidad,  facilitando su vida universitaria independiente y promoviendo una mayor integración social.
La accesibilidad al medio físico se refiere a la cualidad que tienen los espacios para que cualquier persona puedan llegar a todos los lugares y edificios sin sobreesfuerzos y con autonomía (incluidos los establecimientos de uso público y los servicios que estos presten) en condiciones de seguridad y autonomía.
Para realizar esta tarea la Comisión de Accesibilidad lleva a cabo una evaluación permanente de la población discapacitada en lo edilicio, académico, comunicacional, social, recursos tecnológicos, otros. Convirtiendo gradualmente el entorno existente, con el fin de que todas las personas puedan utilizar las instalaciones de manera libre, segura y lo más autónoma posible.

#### Deportes en UCASAL
Área Deporte: fomenta, programa y controla el uso de las instalaciones para la realización de actividades deportivas formativas, recreativas y competitivas destinadas a estudiantes, docentes y personal administrativo.
La Universidad cuenta con edificios, canchas para la práctica de todos los deportes,  campos, recintos y dependencias destinadas al desarrollo de la práctica de actividades físico-deportivas, incluyendo también una pileta olímpica techada y climatizada, gimnasio, quinchos, y salones que, además de las prácticas deportivas permiten a alumnos y personal realizar actividades recreativas y de esparcimiento.

#### Secretaría de Extensión Universitaria
Secretaría de Extensión: realiza la vinculación de la Universidad con el entorno social, desarrolla y consolida las relaciones con la comunidad, realiza alianzas con otras instituciones públicas y privadas; locales, nacionales e internacionales, difunde el conocimiento científico – tecnológico – cultural, promueve e impulsa la internacionalización y favorecer las actividades culturales.
Políticas Institucionales de Extensión Universitaria
- Vincular y consolidar las relaciones con la comunidad
- Colaborar en la difusión del conocimiento científico, tecnológico y cultural
- Promover e impulsar la internacionalización.

Áreas que dependen de esta secretaría:

##### Área Internacional
Área Internacional: Apoya los procesos de Internacionalización de la UCASAL. Propicia la conformación e integración de redes, coordina el servicio de movilidad estudiantil y docente tanto en el envío como recepción de los mismos; incentiva la realización de proyectos de investigación conjunta con la colaboración internacional y facilita el acceso a becas externas de la comunidad universitaria.

##### Pasantías y Bolsa de Trabajo
Pasantía y bolsa de trabajo: brinda alternativas para una mejor inserción laboral. Realiza vínculos efectivo con empresas regionales, nacionales e internacionales y establece convenios para ofrecer a los alumnos prácticas laborales en ámbitos de producción específicos.

### Biblioteca  de UCASAL
Sistema de Bibliotecas UCASAL: es un conjunto de bibliotecas distribuidas en las diferentes sedes que brindan servicios de información académica para apoyo de la docencia y la investigación.
Colecciona materiales documentarios en diversos soportes, los que pone a disposición de sus usuarios organizados técnicamente y con apoyo profesional adecuado para su mejor aprovechamiento.
Incorpora procedimientos y tecnologías que posibilitan un rápido y eficiente acceso a la información y conocimiento. Brinda servicios de extensión cultural a toda la comunidad.
El material está disponible en las salas de lectura o puede ser retirado en préstamo domiciliario para socios según las modalidades y disponibilidades establecidas en el Reglamento.
Además, el Sistema de Bibliotecas de la UCASAL realiza actividades de extensión cultural brindando un espacio de participación, creatividad y convivencia.

### Sistemas de apoyo
- Sistema de Autogestión - SAG: sistema exclusivo para alumnos de la UCASAL que permite realizar trámites académicos-administrativos desde cualquier dispositivo conectado a Internet las 24 hs. los 365 días del año.
- Plataformas e-learning (LMS): sistemas de gestión de aprendizajes con propuestas didácticas específicas para los alumnos de la modalidad a distancia y alumnos de la modalidad presencial.
- Ucasal24: sistema de gestión de consultas y reclamos para dar respuesta a inquietudes, requerimientos, sugerencias o dificultades de los alumnos de todo el país.
- Social Media: conformación de redes sociales con la comunidad para dialogar y compartir novedades, actividades, conocimientos.
- Ucasal Móvil: aplicación para dispositivos Android que permite a los alumnos realizar llamadas telefónicas sin costo a la UCASAL.[29]

## Editorial EUCASA[30]
La Universidad cuenta con dos sellos editoriales, EUCASA y BTU, con áreas de interés diferenciadas: EUCASA, creado en 1978,, tiene como objetivo la publicación de textos académicos en los diferentes campos del saber; BTU está orientada hacia la publicación de trabajos de crítica literaria y creación. De todas maneras, es frecuente la realización de coediciones entre ambos sellos editoriales.
En el año 2007 se profundizan algunos aspectos organizacionales y operativos, se reformulan las colecciones del catálogo, se promueve la publicación de artículos científicos entre docentes e investigadores para lo cual se crean los Cuadernos Universitarios, y se define un plan de difusión y comercialización. En esta etapa también se sistematiza el circuito que debe seguir un original para su publicación, el sistema de evaluación o referato y las normas de presentación de trabajos.